# 1662 w polityce

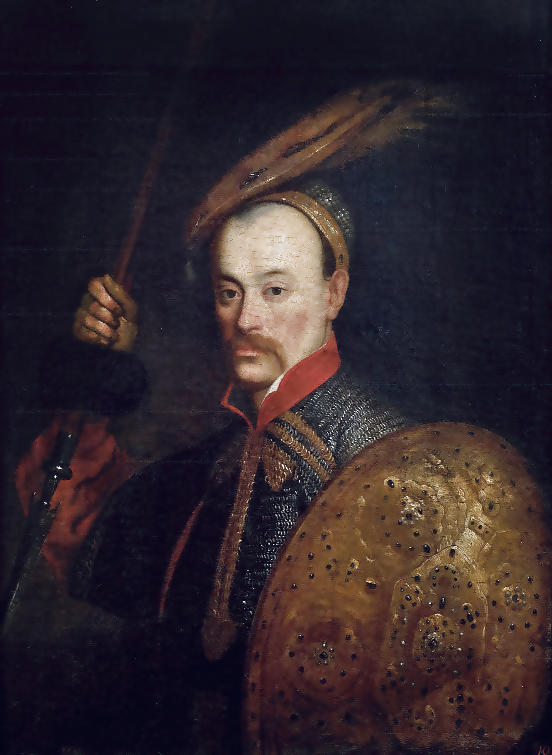
Wincenty Aleksander Gosiewski

Wydarzenia polityczne w 1662 roku.

## Zmarli
- Wincenty Aleksander Gosiewski, hetman[1].